# お文具
お文具（おぶんぐ）は、日本のイラストレーター。2018年よりTwitterでのイラスト投稿（4コマ漫画）から生まれたキャラクター「お文具さん」のシリーズで知られている。キャラクターの緩さ加減や温もりのある言葉に、癒しを感じられると人々の注目を集めた。
2019年に講談社より書籍化、2020年にYouTubeにてアニメーション作品の投稿もスタートさせ、2021年8月23日にはYouTubeの登録者が50万人を超えた。

## 人物
当初は自分のために絵を描くことで癒されていた。周囲で学業や仕事で疲弊している人を見かけ、そのような人々を癒したいとの想いから、イラストをTwitterに投稿するようになった。
頭に浮かんだままに書き上げる手法を採用している。
インタビューで酒造会社の社員であることを明かしている。

## 作品
お文具さんシリーズの主なキャラクターは6名（お文具さん、プリンさん、名も無き者、猫さん、ゼリーさん、子猫さん）。

### キャラクター
お文具さん
見た目はお餅のように白く小さい。
目の部分はサンショウウオやウーパールーパーをモデルにし、言葉や動きは主に作者自身のものを反映させている。
プリンが好物。
テロップは白色。
穏やかな生活をしたい。
特技はお尻を回すこと。。
名前とは全く関係ない。
作者は人畜無害そうなイメージと言葉の響きから名付けたと答えている。
一人称は「わい」。
基本のんびりしているがたまに動きが激しい。
ポジティブ思考。
左利き。
性別は「オブ」。
髪はある。
隕石から地球を守ったことがある。
書籍版では何人もいる。
身長は気持ちや環境で変わる。他キャラクターとの比率は、お文具さんを2とすると、プリンさんと名も無き者が1.5、猫さんが2.5、ゼリーさんが0.5。
編み物ができる。
寝ぐせはレベル別である。
落語家になった時には、「桂 文具」と名乗った。
また、一部のYoutube動画では、同じキャラクターが何故か増えている動画も存在した。
プリンさん
名前も見た目もプリンだが、プリンではない。
お文具さんの昔からの友達。
家で過ごすのが好き。
テロップは黄色。
密かに猫さんに憧れている。
卵アレルギーなのでプリンを食べられない。
（なのでお文具さんがプリンを食べるときは代わりにオレンジゼリーを食べる。）
一人称は「僕」。
カラメルの部分は髪の毛。
趣味は読書。
性別は「おプ」。
とてもお酒に弱い。
ゼリーが好物。
両利き。
皆のツッコミ役となっている。ただし、お文具さんがプリンさんのツッコミにあこがれた時は、ボケ役として頑張っていた。
お得意のセリフは「いいよぅ」（何かをお願いされたときに承諾する言葉）。
強めにツッコむ時は、時々「Do DemoYo（どうでもよ）!」「これ、○○け?」と言うことがある。
名も無き者
紺色の体をしたキャラクター。
名前はあえて決めていない。
名前がない方が嬉しいらしい。
いろんな呼び方で呼んでもらいたい。
ネガティブ思考。
テロップは暗い紺色。
心の中は真っ黒。
わちゃわちゃしているのを見ているのが好き。
一人称は「僕」。
おこわが好き。
絵が上手。
彼の手で何かを作るとほぼダークマターになる。
サービス残業でストレスが溜まっていることがある。
今までに呼ばれた名前で1番面白かった名前は、ヘモシアニン。
落語家になった時には、「ハヤシ家 ライス」と名乗った。
猫さん
名前も見た目も猫だが、猫ではない。
高学歴で、多くの資格を持っている。プリン大学お理工学部首席。
お文具さんのボケを受け流す。
喫茶店を経営している。不定休で、住所は若草県深緑市蕗野町3-2-1。電話番号は0141-5110-222（美味しいコーヒーとニャンニャンニャン）。
一人称は「僕」。
よく白衣を着ている。
テロップは紺色。
花削りの鰹節が好き。
IQ500らしい。
子猫さんを飼っている。携帯電話の待ち受けは子猫さん。
たまにアニメ内でナレーションを担当している。
様々な知識や技術を会得しており、着るだけで赤ちゃんになれるベビーコスプレ（ベビコス）を開発したり、催涙玉ねぎや激辛わさびをつくったことがある。
落語家になった時には、「三平方定 理」と名乗った。
ゼリーさん
オレンジ色のゼリーのようなキャラクター。
寒天が好き。
嫌いなものはトマト。
一番徳を積んでいる。
高音ボイスで、字幕がないと叫び声を上げているようにしか聞こえないが（ゼリー語と呼ばれ、「ア」と喋っているように聞こえる）、みんなにはテレパシーで伝えている。
一番思想はまとも。
一人称は「ゼリー」（たまに僕）。
超能力を使える、時空を操れるなど、小さな体に莫大なパワーを秘めた超常的な存在。
体の糖度はみかんと同じ12度（低糖や高糖になるときもある）。
テロップはオレンジ色。
低糖になると体が青く、しぼんだ形になり、高糖になると体が赤みを帯び、頭が逆立つ。
寝るときは野外の苔が生えた石の上で寝ている。(たまに苔が生える)
狛犬や地底人などとも話せる。
暑すぎると溶けてしまうが冷やすと元に戻る。
落語家になった時には、「亞嗚呼・阿（YouTube上の字幕では、春風亭 たこわさ）」と名乗った。
子猫さん
猫さんに飼われている子猫。毛色は茶色と白。
ゼリーさんと会話ができる。
猫さんに内緒で音楽の制作活動をしている。
テロップはカフェラテ色。
動画編集ができる。
たまにぷちゅ～る（猫用おやつ）で一服している。
吸血鬼
お文具さんの友達。棺桶の中に住んでいる。
貞子さん
お文具さんの友達。ポストに入っていたビデオテープを再生すると、テレビから兄を祝うために出てきた。
トイレの花子さん
お文具さんの友達。
トイレに住んでいる理由は、部屋数が多く、水回りがしっかりしているため。
つぶ豆さん
声：工藤ひなき
新キャラクター声優オーディションにて登場した、緑色の豆のキャラクター。
絵本が大好き。
よく緊張している。
しわしわさん
声：篠原夢
新キャラクター声優オーディションにて登場した、しわしわの服のキャラクター。

#### サンタさん
名前のままサンタさん。クリスマスの動画にて登場した、お文具の町のサンタさんのキャラクター。基本的に「サンタ」と しか喋らない。
犬さん
もと捨て犬。「犬さんとお文具」にて登場。お文具さんの「あなたは生まれてきてずっとできる子ですよ。」というセリフに、「心が暖かくなった」「泣いた」などの声がコメントで寄せられた。

## 書誌情報
- お文具『お文具といっしょ』講談社〈KCデラックス〉、既刊11巻（2025年5月14日現在）
  1. 2019年3月14日発売[25]、ISBN 978-4-06-515456-4
  2. 2019年10月1日発売[26]、ISBN 978-4-06-517844-7
  3. 2020年12月11日発売[27]、ISBN 978-4-06-522162-4
  4. 2021年4月12日発売[28]、ISBN 978-4-06-522503-5
  5. 2022年5月11日発売[29]、ISBN 978-4-06-527825-3
  6. 2022年9月14日発売[30]、ISBN 978-4-06-529084-2
  7. 2023年6月14日発売[31]、ISBN 978-4-06-531697-9
  8. 2023年10月11日発売[32]、ISBN 978-4-06-533347-1
  9. 2024年5月8日発売[33]、ISBN 978-4-06-535580-0
  10. 2024年10月8日発売[34]、ISBN 978-4-06-537290-6
  11. 2025年5月14日発売[35]、ISBN 978-4-06-539471-7

## メディア

### テレビ
- Nスタ（2020年4月8日、TBSテレビ）[36]

### CM
『お文具といっしょ』のタイトルで、2019年からテレビドガッチのパーティシペーションCMとして放送を開始。2023年からは、dasproのCMとして放送を継続。
- TVerプラス（旧・テレビドガッチ、プレゼントキャスト〈現・株式会社TVer〉）→daspro（電通アニメソリューションズ）
  - 元気の出るアメ編
  - ハグりんちょ編
  - がんばらな「糸」編
  - つぶ豆さん編
  - しわしわさん編